# Травний Дол
Травний Дол (словен. Travni Dol) — поселення в общині Ново Место, регіон Південно-Східна Словенія, Словенія. Висота над рівнем моря: 401 м.